# Sympycnus dominicensis
Sympycnus dominicensis är en tvåvingeart som beskrevs av Robinson 1975. Sympycnus dominicensis ingår i släktet Sympycnus och familjen styltflugor.
Artens utbredningsområde är Dominica. Inga underarter finns listade i Catalogue of Life.